# Pflegekasse
Die Pflegekassen sind in Deutschland die Träger der Pflegeversicherung. Sie sind bei den Krankenkassen eingerichtet. Das gilt auch für die Knappschaft und die Landwirtschaftliche Krankenkasse.

## Rechtsform und Organisation
Die Pflegekassen sind wie die gesetzlichen Krankenkassen rechtsfähige Körperschaften des öffentlichen Rechts. Auch die Pflegekassen sind nach dem Prinzip der Selbstverwaltung organisiert, wobei die Selbstverwaltungsorgane der jeweiligen Krankenkasse im Wege der Organleihe auch die Aufgaben der Organe der Pflegekassen übernehmen. Die Mitarbeiter der Pflegekassen sind Beschäftigte der Krankenkassen. Die Pflegekasse erstattet der Krankenkasse den Kostenaufwand, der für die Führung der Geschäfte entsteht; zwischen den beiden Trägern werden die Verwaltungskosten anteilsmäßig ausgeglichen. Dies gilt ebenso für die Kosten für den Medizinischen Dienst (MD), der auch für die Pflegekassen tätig wird.
So ist es eine der Kernaufgaben des MD, Pflegegutachten zu erstellen und die Versorgung mit Pflegehilfsmitteln zu begutachten.

## Aufgaben der Pflegekassen
Die Pflegekassen haben eine Reihe von gesetzlichen Aufträgen wahrzunehmen. Diese finden sich im Elften Buch Sozialgesetzbuch, in welchem die Belange der sozialen Pflegeversicherung geregelt sind.
- Sie erbringen Leistungen der Pflegeversicherung für ihre Versicherten. Dazu zählen Sach- und Geldleistungen ebenso wie Dienstleistungen. Dabei müssen sie die pflegerische Versorgung der Versicherten koordinieren und stets die Effektivität und die Wirtschaftlichkeit ihrer Leistungen überwachen.
- Die Pflegekassen sind gehalten, Schulungen und Pflegekurse für Pflegepersonen durchzuführen.[3]
- Unter bestimmten gesetzlichen Voraussetzungen zahlen die Pflegekassen Rentenversicherungsbeiträge für nicht erwerbstätige Pflegepersonen.[4]
- Die Pflegekassen müssen ein Versichertenverzeichnis führen[5] und bestimmte Statistiken erstellen.
- Sie müssen die ihnen zustehenden Beiträge einziehen, ihre Finanzmittel verwalten und darüber auch Rechenschaft ablegen.
- In Zusammenarbeit mit den Trägern der Kranken- und Rentenversicherung sind die Pflegekassen gehalten, durch Prävention sowie Behandlungs- und Rehabilitationsmaßnahmen den Eintritt von Pflegebedürftigkeit zu vermeiden.[6]
- Die Pflegekassen sind verpflichtet, ihre Versicherten über die ihnen zustehenden Leistungen zu informieren und zu beraten.[7]
- Aufgabe der Pflegekasse ist es ebenso, Verträge mit den Erbringern von Pflegeleistungen zu schließen (Pflegesachleistung).